# 空心磚
空心磚（hollow bricks），建築材料，以混凝土灌製成磚的形象，因裡頭為空心而得名。隔音且隔熱，故常用來製造隔間牆。

## 特性
空心磚是由工廠製作可大量生產，取材穩定且較為廉價。而且空心磚是中空的，隔音、防熱跟隔絕水分滲透的效果很良好。跟石造、磚造的牆身比起，耐震、耐久跟防火性也佳。
此外，空心磚體積大，中間空心較一般磚牆節省砌造的人工，重量也比較輕，可以節省基礎尺寸，但建築物受到高度跟階數的限制，且容易因為接縫灰漿填充不足或補強鋼筋配置不當的疏忽，影響到建築物的安全。

## 藝術用途
秦朝時期藝術家開始於空心磚上繪製畫像，至漢代演變為畫像磚。這種藝術的遺物散見於中國，其中以河南、四川最多。河南出土的畫像磚作品，大約於西漢時期所製成，主要的題材是人物、鳥獸與樹木。這些畫像以簡潔明快的陰線勾勒而成，形象逼真，生動活潑且雄健協調。到東漢時期，河南畫像磚的風格，轉變為描寫更多的寫實，生活題材，手法也更加生動活潑。